# رالي نورنبرغ

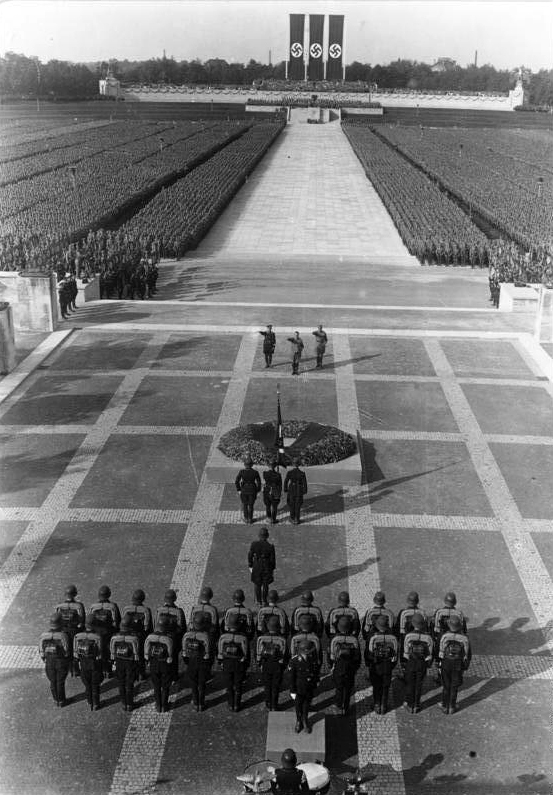
حفل الميت (Totenehrung) (تكريم الموتى) في رالي نورنبرغ 1934. قائد قوات الأمن الخاصة (SS) هاينريش هيملر، أدولف هتلر فيكتور لوتز قائد كتيبة العاصفة (من اليسار إلى اليمين) على الشرفة الحجرية أمام إيرنهول (Ehrenhalle) (قاعة الشرف) في مبنى الكونغرس النازي. في الخلفية يظهر على شكل هلال Ehrentribüne (تريبيون أوف هونور).

رالي نورنبرغ (Nuremberg Rally) (رسميا , وتعني «اتفاقية الحزب الألماني النازي» اتفاقية الحزب) هو التجمع السنوي للحزب النازي في ألمانيا، والذي عُقد من 1923 إلى 1938. كانت تجرى خلاله أحداث دعائية نازية كبيرة، خاصة بعد صعود أدولف هتلر إلى السلطة في عام 1933، عقدت هذه الأحداث في مقر تجمع النازيين في نورنبرغ من عام 1933 إلى عام 1938، وعادة ما يشار إليها بالإنجليزية باسم «نورنبرغ راليس» ("Nuremberg Rallies"). تم صنع العديد من الأفلام لإحياء ذكرهم، أشهرها انتصار لين ريفنستال إنتصار الإرادة و نصر الإيمان.

## روابط خارجية
- A summary of the Nuremberg books from the World Future Fund
- The Schedules for the Parteitags of 1934–1938